# Боне, Вальтер
Вальтер Бо́не (нем. Walter Bohne; 9 января 1903, Бург (Магдебург) — 5 января 1944, Гамбург) — немецкий коммунист, спортсмен, антифашист. Участник немецкого движения Сопротивления в годы Второй мировой войны.

## Биография

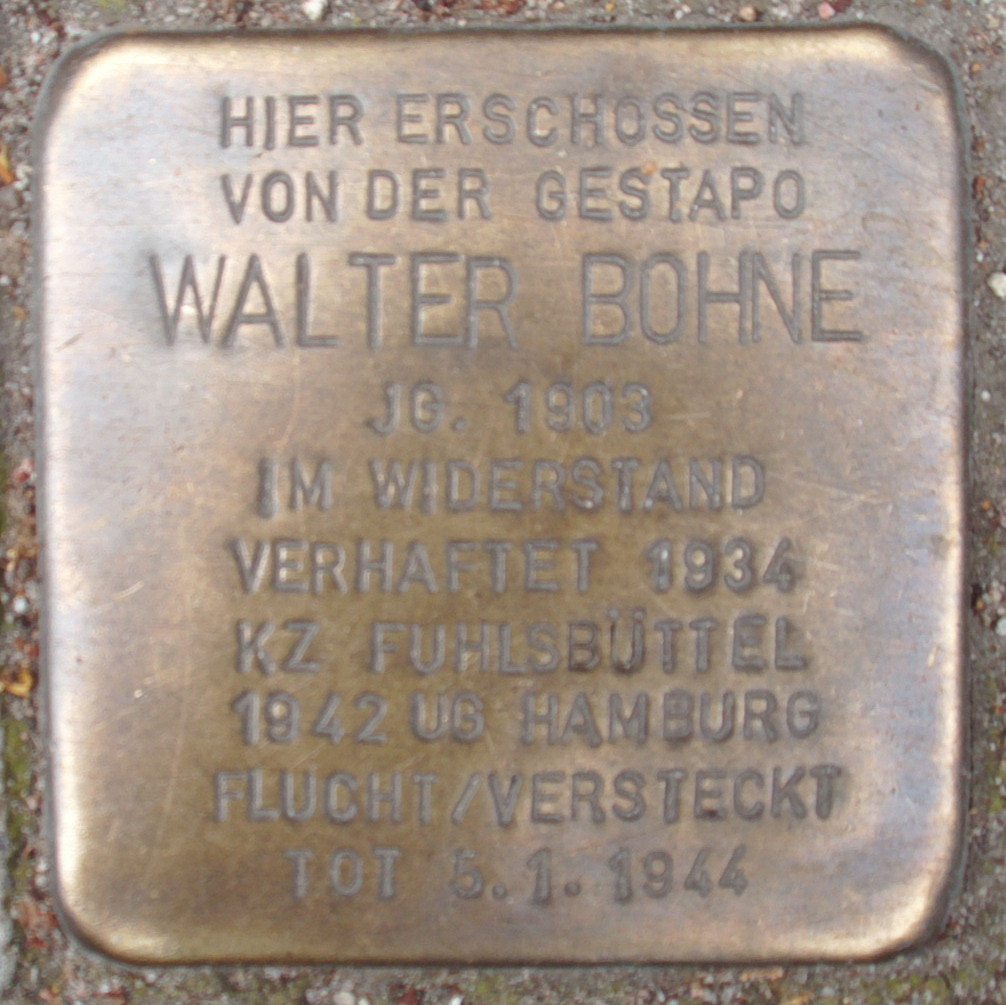
Камень преткновения Вальтера Боне в Гамбурге

Родился в семье ремесленника. Получил специальность судостроителя. В 1921 году вступил в Коммунистический союз молодёжи Германии, позже стал членом Коммунистической партии Германии. В 1928 году переехал в Гамбург, где был одним из организаторов Красного спортивного движения (Rote Sportbewegung).
Участвовал в деятельности Красного спортивного интернационала. Отличный спортсмен, легкоатлет.
После прихода национал-социалистов к власти в Германии перешёл на нелегальное положение. В 1934 году — арестован и заключён в тюрьму на 2 года.
После освобождения продолжил сопротивление фашистскому режиму. В 1941 году Боне присоединился к группе немецкого движения Сопротивления под руководством Бернхарда Бестлайна, члена организации «Красная капелла». Руководил группой на верфях Гамбурга. Был раскрыт. При попытке ареста в октябре 1942 года оказал сопротивление и был ранен.
После бомбардировке Гамбурга в конце июля 1943 года смог бежать и уйти в подполье, где начал формировать ещё одну группу сопротивления.
5 января 1944 года трое офицеров гестапо пытались арестовать его, он оказал им сопротивление и был убит в перестрелке.

## Память
На месте его гибели в Гамбурге установлен Камень преткновения.